# Amázia
Az Amázia női név latin eredetű női név az Amasia névből, jelentése: kedves"

## Gyakorisága
Az újszülötteknek adott nevek körében az 1990-es években szórványosan fordult elő. A 2000-es és a 2010-es években sem szerepelt a 100 leggyakrabban adott női név között.
A teljes népességre vonatkozóan az Amázia sem a 2000-es, sem a 2010-es években nem szerepelt a 100 leggyakrabban viselt női név között.

## Névnapok
január 23. december 29.

## Híres Amáziák

### Egyéb Amáziák
- Amasya, város és tartomány Törökországban